# Ų̂
Ų̂ (minuscule : ų̂), appelé U accent circonflexe ogonek, est une lettre latine utilisée dans l’écriture du han et du tagish.
Il s’agit de la lettre U diacritée d’un accent circonflexe et d’un ogonek.

## Usage informatique
Le U accent circonflexe ogonek peut être représenté avec les caractères Unicode suivants : 
- précomposé et normalisé NFC (latin étendu A, diacritiques) :

| formes    | représentations | chaînes de caractères | points de code | descriptions                                                    |
| --------- | --------------- | --------------------- | -------------- | --------------------------------------------------------------- |
| capitale  | Ų̂               | Ų◌̂                    | U+0172 U+0302  | lettre majuscule latine u ogonek diacritique accent circonflexe |
| minuscule | ų̂               | ų◌̂                    | U+0173 U+0302  | lettre minuscule latine u ogonek diacritique accent circonflexe |

- décomposé et normalisé NFD (latin de base, diacritiques) :

| formes    | représentations | chaînes de caractères | points de code       | descriptions                                                                |
| --------- | --------------- | --------------------- | -------------------- | --------------------------------------------------------------------------- |
| capitale  | Ų̂               | U◌̨◌̂                   | U+0055 U+0328 U+0302 | lettre majuscule latine u diacritique ogonek diacritique accent circonflexe |
| minuscule | ų̂               | u◌̨◌̂                   | U+0075 U+0328 U+0302 | lettre minuscule latine u diacritique ogonek diacritique accent circonflexe |